# Sporobolus consimilis
Sporobolus consimilis är en gräsart som beskrevs av Johann Baptist Georg Wolfgang Fresenius. Sporobolus consimilis ingår i släktet droppgräs, och familjen gräs. Inga underarter finns listade i Catalogue of Life.